# Antonio Rivero
Antonio Rivero, também conhecido como Gaúcho Rivero, foi um gaúcho que ficou notório por ter assassinado cinco líderes do assentamento de Port Louis, nas Ilhas Malvinas em 26 de agosto de 1833. Rivero adquiriu o status de herói popular na Argentina, onde ele é retratado como líder de uma rebelião contra o domínio britânico.

## Biografia
Rivero nasceu em Concepción del Uruguay, na época uma aldeia rural na província de Entre Ríos, Vice-Reino do Rio da Prata, agora parte da Argentina, em 27 de novembro de 1808.
Quando tinha cerca de 20 anos de idade, foi levado para as Ilhas Malvinas por Luis Vernet para trabalhar como um gaúcho. Lá, as condições de trabalho causaram descontentamento entre os trabalhadores de Vernet. Eles foram pagos com notas promissórias por Matthew Brisbane, o vice de Vernet. Em 26 de agosto de 1833, oito meses após o britânico assumir o controle das Ilhas Malvinas, Rivero liderou um grupo de crioulos e índios em um ataque contra os membros principais do assentamento de Vernet.
Seus co-conspiradores foram dois gaúchos, Juan Brasido e José María Luna, e cinco índios Charrúa, Manuel González, Luciano Flores, Felipe Salazar, Pascual Latorre e Manuel Godoy. Eles mataram cinco homens, o capitão Brisbane, Juan Simon (capataz da gaúchos), Dickson, Antonio Vehingar e Ventura Pasos. A população da época, principalmente mulheres e crianças, fugiu para a ilha Peat nas proximidades, até serem resgatados pelo navio Hopeful em outubro de 1833, que então passou informações sobre os assassinatos à esquadra britânica ancorada no Rio de Janeiro.
Em janeiro de 1834, o navio britânico HMS Challenger chegou às ilhas trazendo Henry Smith, que havia partido para capturar os assassinos. Estes fugiram para o interior. A quadrilha foi enviada para julgamento em Londres, mas sob o sistema legal britânico não poderia ser julgado, porque o Tribunal da Coroa não tinha jurisdição sobre as Ilhas Malvinas, no momento dos fatos imputados. No sistema colonial britânico, colônias tinham os seus próprios governos, finanças e sistemas judiciais. Rivero não foi julgado e condenado, porque o governo e judiciário locais britânicos ainda não haviam sido instalados em 1834.; estes foram criados mais tarde, em 1841. Posteriormente, Rivero adquiriu o status de herói popular na Argentina, onde ele é retratado como líder de uma rebelião contra o domínio britânico. Ironicamente, foram ações de Rivero que foram as responsáveis pela morte definitiva da empresa de Vernet sobre as Ilhas Malvinas. Eles foram deportados para o Rio de Janeiro, e voltaram mais tarde para a zona do Río de la Plata.
As circunstâncias da morte de Rivero são desconhecidas.

## Homenagens
Em homenagem ao gaúcho, a Associação Argentina de Futebol batizou de "Copa Antonio Rivero" o troféu dado ao vencedor da primeira divisão do campeonato argentino de futebol de 2012.
Entre 2011 e 2012, todas as legislaturas das províncias argentinas banhadas pelo Oceano Atlântico, sancionaram a "Lei Antonio Rivero" que proíbe a retenção, amarração e abastecimento de navios com a bandeira britânica das Ilhas Malvinas, a Bandeira do Reino Unido e de outras colônias britânicas em portos dessas províncias.
No dia 2 de abril de 2014, durante a comemoração do aniversário da Guerra das Malvinas, a presidente Cristina Kirchner, apresentou uma nota de 50 pesos em cujo verso Rivero aparece em um cavalo com uma grande bandeira Argentina na mão, referindo-se ao levante de 1833.